# Megaloprepus caerulatus
Megaloprepus caerulatus är en trollsländeart som först beskrevs av Dru Drury 1782.  Megaloprepus caerulatus ingår i släktet Megaloprepus och familjen Pseudostigmatidae. Inga underarter finns listade i Catalogue of Life.

## Bildgalleri

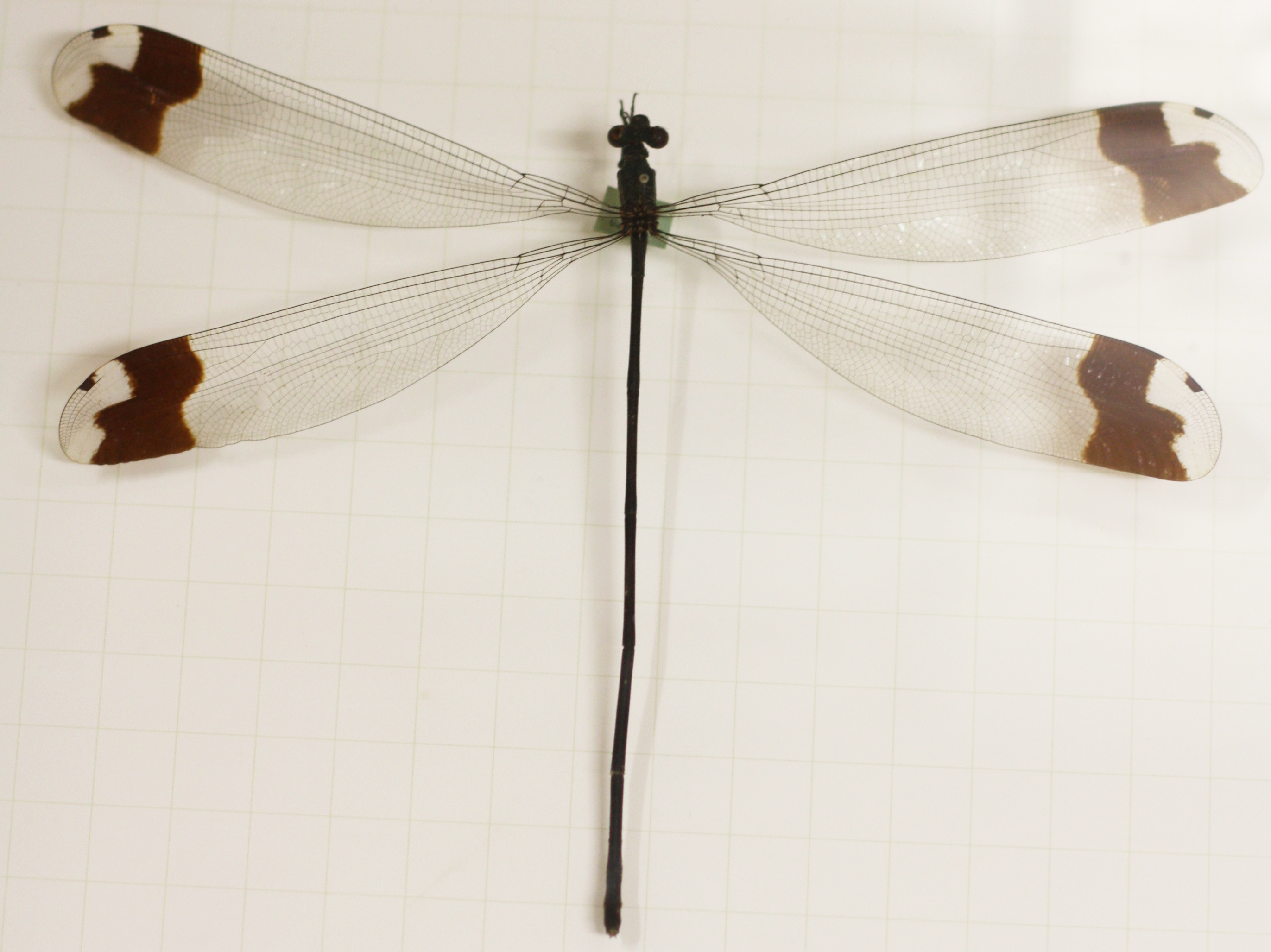
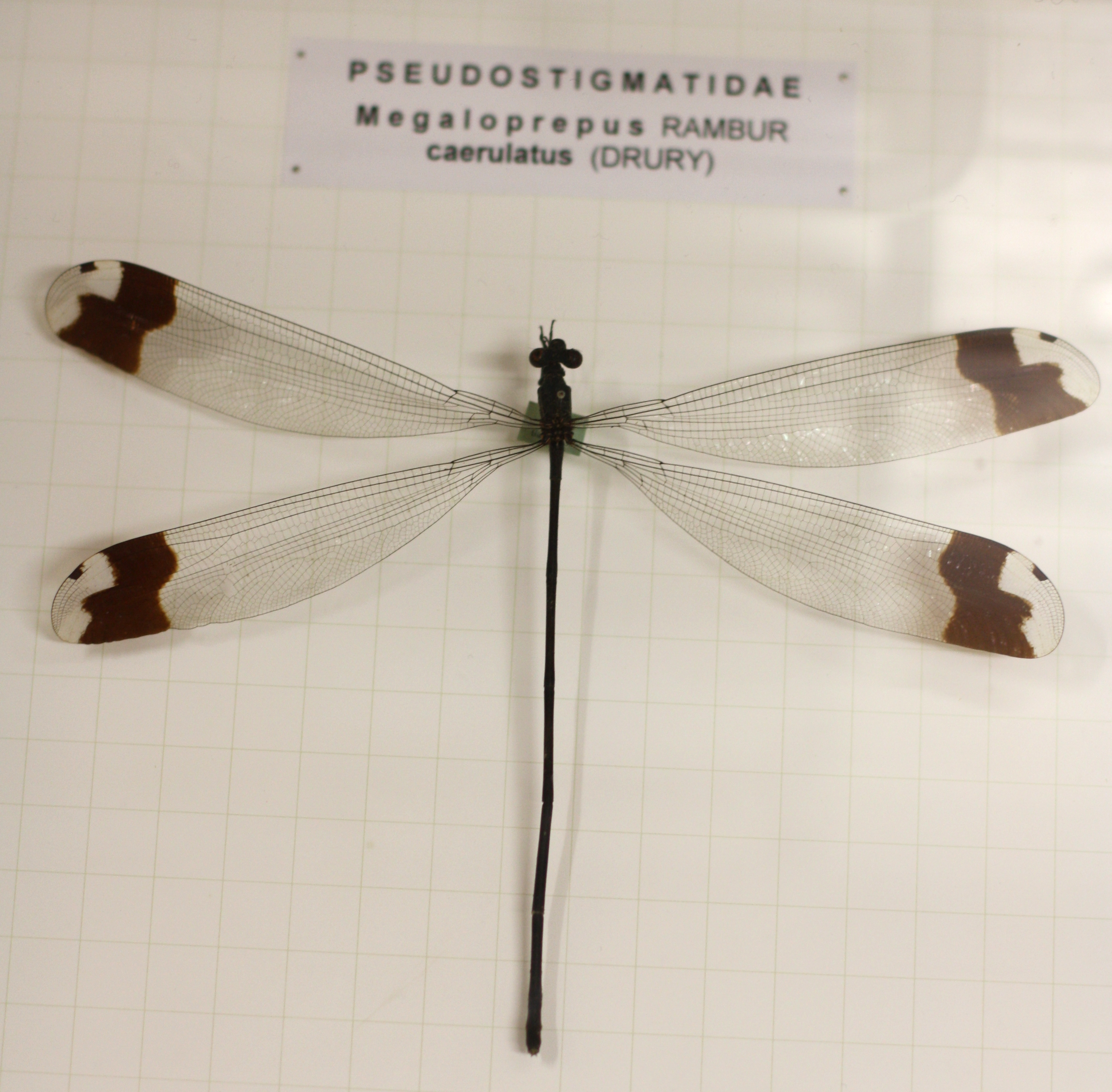